# 今関安雄の日曜学校
今関安雄の日曜学校（いまぜきやすおのにちようがっこう）は、STVラジオの番組。2007年10月～2008年3月30日放送。

## パーソナリティ
- 今関安雄（札幌でアンティークショップ経営ののち、喜茂別旧双葉小学校史料館で「雪月花廊」を営む。2017年9月死去。）

## 放送時間
- 日曜　20：30～21：00[1]

## その他
番組終了後、2008年4月～11月までオハヨーほっかいどう内で「今関安雄の大人に夢を」を月曜朝8：30～8：40に担当。